# Jan-Håkan Hansson
Jan-Håkan Hansson, född den 16 januari 1948, mellan januari 2005 och augusti 2013 rektor på Ersta Sköndal högskola.
Hansson är docent i socialt arbete och har undervisat på alla akademiska nivåer, i framförallt ämnet socialt arbete, men också på bl.a. sjuksköterske- och arbetsterapeututbildningar. Hansson disputerade 1993 vid Tema Hälso- och sjukvården i samhället, Linköpings universitet och har bland annat ett akademiskt förflutet vid Hälsohögskolan, Högskolan i Jönköping.
Hansson arbetade 2001-2004 som projektchef på Socialstyrelsen, där han ansvarade för ett särskilt regeringsuppdrag, det så kallade KUBAS-projektet, som handlade om stöd och främjande av evidensbasering av socialtjänsten. 1997-2001 var han prefekt vid Ersta Sköndal högskolas institution för socialt arbete och 1996-97 var han tf rektor för Sköndalsinstitutet i samband med sammanslagningen av Ersta högskola och Sköndalsinstitutet till Ersta Sköndal högskola.